# 740

## Догађаји
- Википедија:Непознат датум — Битка код Акроинона После катастрофалне битке код Севастопоља , цар Лав III се углавном ограничио на одбрамбену стратегију, док војске Омејада редовно врше нападе на Анадолију коју држи Византија. Калиф Хишам ибн Абд ел Малик окупља експедиционе снаге (90.000 људи). Једну од ових армија, од 20.000 људи јаке под Абдалахом ел Баталом, поражена је код Акроинона (данашњи Афионкарахисар) од Византинаца, предвођених царем Лавом III и његовим сином, будућим царем Константином V. Међутим, око 6.800 муслиманских Арапа пружа отпор и успева да спроведе уредно повлачење у Синринагиду.
- 26. октобар – Велики земљотрес у Цариграду. Земљотрес је погодио Цариград и околна села, узрокујући уништење градских зидина и многих зграда.
- Берберска племена у недавно освојеном региону Галиције (северозападна Шпанија) су се побунила. Ово олакшава успостављање независног краљевства на Кантабријским планинама под краљем Алфонсом од Астурије.
- Војвода Тразимунд II враћа војводство Сполето и убија Хилдерика уз папско-беневентијанску помоћ. Он не враћа заплењене папске градове, а његов савез са папом Гргуром III се раскида.
- Децембар – Лангобардски краљ Лијутпранд покушава да се супротстави растућој независности ломбардских војводстава у јужној Италији.
- Сицилију, Сардинију, Провансу и Грчку напада флота арапских муслиманских бродова које је послао гувернер Ифрикије, оне који харају југозападном Европом предводи Хабиб Ибн Аби ‘Убаида Ал-Фихри, док флоту која напада Грчку предводи Муавииам ибн Хиши. Сви они су успешни, покоравају острва и враћају се са много богатства из ратног плена.
- Краљ Еадберхт од Нортумбрије покреће своју војску на север да нападне Пикте. Краљ Етелбалд од Мерсије користи своје одсуство и пустоши град Јорк. Унутрашње борбе се поново појављују у Нортамбрији убиством Ердвајна, вероватно сина покојног краља узурпатора Еадвулфа.
- Битка племића: Берберски побуњеници под вођством Халида ибн Хамида ал-Занатија побеђују и савладавају Омејадске снаге Халида ибн Аби Хабиба ал-Фихрија, у близини Тангера (Северни Мароко), поткопавајући арапску доминацију у исламској северној Африци. Побуна се шири у Ал-Андалузу (Шпанија), због чега гувернер Убајд Алах ибн ал-Хабхаб повлачи маварске трупе из многих гарнизона северно од Пиринеја.
- Кинеска влада династије Танг наређује да се воћке засаде дуж сваке главне градске авеније Чангана, што обогаћује не само исхрану људи већ и околину.
- Побуна Фуџивара: Клан Фуџивара предвођен Фуџивара но Хироцугуом, незадовољни политичким моћима у Јапану, подижу војску у Дазаифи (Кјушу), али су поражени од владиних снага.
- Хазари, народ црноморске степе, иако нису етнички Јевреји, добровољно прелазе на јудаизам.

## Смрти
- Википедија:Непознат датум — Свети Герман - хришћански светитељ и патријарх цариградски.